# Final Fantasy XII
Final Fantasy XII (en japonés:ファイナルファンタジーXII, Fainaru Fantajī Tuerubu) és un videojoc de rol desenvolupat i publicat per Square Enix per PlayStation 2. Publicat el 2006, és el dotzè títol a la saga Final Fantasy. El joc va introduir moltes innovacions a la saga: combats que ocorren sense una transició en una pantalla separada; un sistema "gambit" personalitzable dels controls d'accions de personatges; i un sistema "de llicències" que determina quines habilitats i equipatge són usats pels personatges. Final Fantasy XII també inclou elements de jocs anteriors a la saga, com summoned monsters, Chocobos, i airships.
Final Fantasy XII va rebre puntuacions molt altes universalment, i va guanyar nombrosos premis en diverses de cèlebres publicacions sobre videojocs. Venent més de dos milions de còpies al Japó, va esdevenir el quart videojoc de PlasyStation 2 del 2006 més venut del món. A partir del març de 2007, el joc va enviar 5,2 milions de còpies a tot el món. Una seqüela, Final Fantasy XII: Revenant Wings, va ser publicada per Nintendo DS el 2007.
L'any 2017 es va rellançar aquest videojoc amb millores gràfiques i noves mecàniques de joc per a PlayStation 4, amb el nom de Final Fantasy XII: The Zodiac Age. Més endavant aquesta nova versió del joc també acabaria sortint per a PC, Nintendo Switch i XBOX One.

## Ambientació
Aquest joc es desenvolupa a Ivalice, una regió composta per tres continents.
En aquesta versió, les ciutats tenen un toc mediterrani barrejat amb l'estètica àrab, el que dona lloc a paratges plens de gent i basars on la tecnologia es reserva per a les naus.

## Sistema de combat
El nou sistema de combat es denomina ADB (active dimension battle) i en el que no es produeixen trobades aleatòries amb els enemics com en previs lliuraments de Final Fantasy; en aquesta ocasió els enemics poden visualitzar-se en temps real sobre el terreny, alguns d'ells tenen un caràcter plàcid i no ataquen llevat que siguin atacats prèviament; d'altres, en canvi, són més agressius i ataquen tan aviat com detecten una presència hostil a través dels seus sentits.
Durant la batalla existeix llibertat de moviment per al líder del grup i fins i tot es pot abandonar el combat en grup.

## Sistema de Gambits (Tàctiques)
S'incorpora un sistema de gambits pel qual pot elegir-se entre controlar els personatges manualment o deixar el seu control al joc, que el controlarà automàticament segons els gambits que el personatge en qüestió tingui activats.
Un Gambit es compon de dues parts: La primera és la condició i la segona és l'acció. Per exemple, si un aliat està per sota del 40% del seu HP (vida) màxim, dona-li una poció. Si un personatge té actius dos gambits, el primer tindrà prioritat sobre el segon. A més poden introduir-se noves ordres manualment encara tenint els gambits activats.
Aquests Gambits són molt importants per avançar en el joc, ja que si dissenyes bé la teva estratègia mitjançant aquests Gambits, una batalla impossible es pot convertir en una realment fàcil.

## Màgies
Les màgies s'adquireixen com les llicències, amb l'excepció que una vegada que hagis comprat la màgia, tots els personatges que tinguessin la llicència podran utilitzar-la sense necessitat d'equipar-la. Els tipus de màgia són els següents:
- Màgia blanca: La màgia de curació de tota la vida. Inclou Cura, Esna i tots els altres tipus de màgies.
- Màgia negra: La màgia elemental d'atac.
- Màgia verda: Aquesta és nova. És una subdivisió de la màgia blanca tradicional que s'encarrega de les alteracions d'estat.
- Màgia esotèrica: Màgia d'atac que no es basen en els elements bàsics, com poden ser els atacs basats en foscor, en llum i altres.
- Màgia espaciotemporal: S'encarrega de màgies com a Fre i Aturada.

## Personatges

### Principals
- Vaan: És un noi orfe de 17 anys que va perdre els seus pares per una plaga quan tenia 12 anys i al seu germà, Reeks, durant la invasió d'Arcadia dos anys després. Vaan somia en convertir-se en un pirata del cel i ser lliure d'anar on li sembli.

Tanmateix, més endavant en el joc es revela que Vaan només deia que volia ser un pirata del cel per ocultar el fet que se sentia frustrat per ser incapaç d'ajudar a Dalmasca. Una característica que fa a Vaan únic és que, malgrat ser el personatge principal, no és el líder.
- Ashe: El seu nom complet és "Ashelia B'nargin Dalmasca". És una princesa de 19 anys de Dalmasca i el seu objectiu és alliberar el seu regne de l'ocupació d'Arcadia. És la líder del moviment de resistència i l'única hereva del tron. El seu pare, el rei Raminas, i vuit germans van ser assassinats durant la invasió d'Arcadia, junt amb el seu espòs: El Príncep Rasler de Nabradia. Ashe no només vol alliberar al seu país, si no també venjar-se d'Arcadia.
- Balthier: El seu veritable nom és Ffamran Mid Bunansa'. Tce 22 anys i és el fill del Dr. Cid, però es va començar a cansar de la bogeria del seu pare. Balthier va decidir allunyar-se del seu pare i Arcàdia; es va convertir en un Pirata del Cel i el pilot de la seva petita Nau Voladora (El Strahl) i va aconseguir una companya, la Viera Fran. Durant el seu temps com a Pirata del Cel, Balthier va acumular una suma considerable sobre el seu cap, atraient diversos caçadors de recompenses (com el Bangaa Ba'Gamnan).
- Fran: Pertany a la raça coneguda com a Viera i és la companya de Balthier. Fran és l'únic personatge jugable no-humà. Fran prové de Vila Eruyt, que es troba amagada a la jungla Golmore.No tenia intenció de marxar de jungla Golmore fins que ella i els altres van tenir la necessitat d'anar a la Muntanya Bur-Omisace, la qual quedava més enllà de la jungla Golmore; desafortunadament, el camí estava segellat per Jote, la germana de Fran. Jote els va dir que els deixaria passar si rescataven a Mjrn, qui havia estat segrestada per Jutges d'Arcàdia.
- Penelo: Penelo igual que Vaan, és una òrfena, té 16 anys. Treballa com a ballarina al basar de Rabanastre i és assistent del comerciant Miguelo, que havia estat bon amic dels pares de Penelo. Quan els pares de Vann van morir, els de Penelo van acollir el jove dins de la seva llar, pel que Vaan i ella són com a germans i es cuiden molt. Els pares de Penelo van morir i els seus germans van morir en la invasió d'Arcadia no sense abans ensenyar-li combat bàsic.
- Basch: Antic soldat de l'exèrcit de Dalmasca, i per a tothom el "traïdor", la gent va creure que ell va ser el responsable de la mort del rei Raminas, i Vaan al començament creu que també va ser el culpable de la mort del seu germà, però en realitat Basch no té la culpa de res, perquè qui va fer tot això va ser el seu germà bessó.

### De l'Imperi d'Arcadia
- Vayne Caldas Solidor: És el cònsol de 27 anys d'Arcàdia i membre de la Casa de Solidor, els membres del qual han governat l'Imperi per 4 generacions. És l'antagonista del joc i el seu objectiu és convertir-se en el nou Rei de la Dinastia.
- Cidolfus Demen Bunansa: Més conegut com a "Dr. Cid". És un científic d'Arcadia. Té 58 anys, és amic de Vayne, estudia la Nethicite i és el creador de les naus d'Arcadia.
- Emperador Gramis Solidor: Emperador d'Arcàdia i el pare de Vayne i Larsa. Gramis estava ple de culpa per la mort dels seus dos fills grans, ja que ell li havia donat ordres a Vayne de matar-los per traïció. Després de refusar-se a seguir el pla de Vayne de treure el senat, pel qual creia que ell seria un perill per a l'imperi, acaba sent assassinat per Vayne.
- Larsa Ferrinas Solidor: Fill de Gramis i germà de Vayne, durant l'aventura s'unirà temporalment al grup. A vegades utilitza el nom fals Lamont.

## Història
Al món anomemat Ivalice, des de fa anys els regnes d'Arcàdia i Rosaria han estat lluitant l'un contra l'altre en una amarga lluita. Arcadia envaeix Dalmasca amb el pretext que està situat en un important corredor estratègic entre els dos regnes; però la veritable raó de la invasió és el Nethicite, una poderosa pedra que serviria per a ús militar, amagat a la tomba de Raithwal a l'Oest de Dalmasca.
La invasió de Dalmasca pel regne d'Arcadia, va fer que la seva princesa Ashe s'unís a la resistència. Vaan és un optimista jove que sobreviu com a lladre o amb petites tasques per a Miguelo (un amable comerciant) als carrers de la capital de Dalmasca, Rabanastre, que ha caigut sota el control de l'Imperi d'Arcàdia. L'única família de Vaan és la seva amiga Penelo, ja que l'únic familiar que li quedava, el seu germà Rekks va morir durant la invasió en circumstàncies poc clares.
Com a aventurer que és, somia arribar a ser un pirata de l'aire al comandament de la seva pròpia nau voladora algun dia. Ashe és la filla del rei de Dalmasca i l'única hereva al tron amb vida, ja que els seus altres germans van morir durant la guerra així com el seu pare, el Rei.
Després de la invasió del seu regne Ashe es va unir a la resistència contra l'Imperi. Durant un assalt a la fortalesa imperial a Rabanastre dos anys després de la invasió perd els seus companys un darrere d'un altre fins a quedar sola. Malgrat la seva situació desesperada, no perd el seu orgull de princesa i contínua lluitant. En aquesta situació coneix a Vaan i així comença la seva aventura junts.
Durant el mateix assalt es troben amb Balthier i Fran, els pirates de l'aire i amb Basch (humà), un antic general de l'exèrcit de Dalmasca acusat de traïció i de l'assassinat del Rei, engabiat a les masmorres i procedeixen a alliberar-lo quedant així el grup format per Ashe, Vaan, Penelo, Balthier, Fran i Basch.

## Races

### Humans
Els humans són coneguts a Ivalice com Humes. Hi ha molts tipus d'humans a Ivalice amb diferents nivells d'intel·ligència, característiques corporals i cultures.
La majoria de les races de la societat es relacionen amb els humans, però algunes són més avançades que ells (com els Moogles). Els humans, amb una esperança de vida gran, utilitzen a les races menys intel·ligents com a esclaus o treballadors sota el seu control. Al món d'Ivalice, al voltant del 40% de la població són humans. Els humans són capaços d'adaptar-se amb facilitat a molts tipus d'armes de combat.

### Viera
Són grans guerrers, hàbils amb tot tipus d'armes. Se'ls coneix com la gent dels boscos. Les seves llargues mans, peus, cos esvelt i elegant i el seu llarg cabell platejat, però sobretot, les seves llargues orelles similars a les dels conills és el que els diferencia de la resta dels habitants d'Ivalice. La seva esperança de vida es diu que és tres vegades major que l'humans.
Hi ha dos tipus de Viera, les Veena Viera, que té la pell de color blanca, i les Rava Viera amb la pell marró. No són gaire diferents dels humans, encara que tenen una visió i oïda superior. Poden albirar un objectiu a 10 quilòmetres de ditancia i distingir els seus passos.

### Bangaa
Els Bangaa són una raça que ha evolucionat dels rèptils i la intel·ligència del qual i estil de vida és similar al dels humans. La seva expectativa de vida és gairebé el doble que el d'altres races, tanmateix, la seva taxa de reproducció és baixa.
Dins de la raça Bangaa podem trobar quatre subtipus depenent del color de la seva pell:
- Bangaa-Ruga (daurat/marró): Tenen les orelles petites i són més calmats emocionalment.
- Bangaa-Faas (bronze): Atlètics i de gruixuda pell.
- Bangaa-Bista (vermell/marró): Són normalment comerciants.
- Bangaa-Sanga (gris): Solen emprar-se com a soldats.

Tenen un sentit de l'oïda i de l'olfacte molt desenvolupat, per aquesta raó, són reclutats sovint com a soldats per a diferents propòsits. La seva debilitat principal és la seva incapacitat d'utilitzar màgia, encara que han desenvolupat la seva pròpia manera de fer-ho i alguns tipus de màgia.

### Seeq
Els Seeq són una raça que ha evolucionat dels porcs. Són d'estatura semblant a la humana, però tenen més força física, defensa i són agressius per naturalesa.
No són de les races més intel·ligents d'Ivalice, però sovint són utilitzats com a soldats, guàrdies, o com a treballadors de tasques manuals.
Són, en general una raça bàrbara, molts són lladres i senten una atracció natural cap als objectes brillants tals com l'or o les joies.

### Moguris
Els moguris, són capaços de volar com uns ratpenats amb les seves petites ales. La mida mitjana dels Moogles és entre 80 i 120 centímetres. La seva intel·ligència i estil de vida és similar al dels humans. No obstant això, molts d'ells tenen un quocient intel·lectual superior, la qual cosa els fa sobresortir de la resta de la població.
Són molt traçuts manualment, la qual cosa fa alguns d'ells capaços de ser enginyers mecànics i construir màquines com a vaixells voladors. Encara que enginyer és un ofici comú entre els Moogles també poden arribar a ser mags o guerrers si s'ho proposen.
Al contrari que els bangaas, els moogles són respectats per la població Humana i Viera, ja que molts d'ells viuen en capitals que van ser construïdes pels Moogles fa temps.
Els Moogles semblen tenir algun tipus de connexió amb la tecnologia antiga que va ser usada una vegada a Ivalice, però de moment el misteri no s'ha aclarit.

### Nu-mou
Es tracta d'una raça de gran intel·ligència, reservada i especialitzada en l'ús de la màgia. El seu aspecte físic és similar al d'un cànid, amb grans orelles peludes penjants i expressió noble.

### Espers
Éssers creats pels déus d'Ivalice. Existeixen un total de 13, cada un amb diferents atributs elementals i arcans: Belias, Mateus, Cúchulainn, Zalera, Zodiark, Adrammelech, Hashmal, Artema, Fámfrit, Exodus, Shemhazai, Caos i Zeromus.
Dels tretze, només cinc se n'aconsegueixen al llarg de la història (Belias, Mateus, Shemhazai, Hashmal i Fámfrit), sent els altres optatius.